# گری سینایس
گری سینیس (انگلیسی: Gary Alan Sinise؛ زاده ۱۷ مارس ۱۹۵۵) هنرپیشه، کارگردان، نوازنده و نیکوکار اهل ایالات متحده آمریکا است.

## فیلم‌شناسی
از فیلم‌ها یا برنامه‌های تلویزیونی که وی در آن نقش داشته‌است می‌توان به آثار زیر اشاره کرد.
- یک عروسی (۱۹۷۸)
- موش‌ها و آدم‌ها (فیلم ۱۹۹۲) (۱۹۹۲)
- جک خرس (۱۹۹۳)
- فارست گامپ (۱۹۹۴)
- آپولو ۱۳ (۱۹۹۵)
- برنده و بازنده (۱۹۹۵)
- خون‌بها (۱۹۹۶)
- تمساح آلبینو (۱۹۹۶)
- چشمان مار (فیلم) (۱۹۹۸)
- مسیر سبز (۱۹۹۹)
- این خشم است (۱۹۹۹)
- ماموریت مریخ (۲۰۰۰)
- بازی‌های گوزن قطبی (۲۰۰۲)
- ننگ بشری (۲۰۰۳)
- فراموش‌شده (۲۰۰۴)
- جهش بزرگ (۲۰۰۴)
- دلتنگی باشکوه: قدم زدن روی ماه به صورت سه بعدی (۲۰۰۵)
- فصل شکار (۲۰۰۶)
- کاپیتان آمریکا: سرباز زمستان (۲۰۱۴)

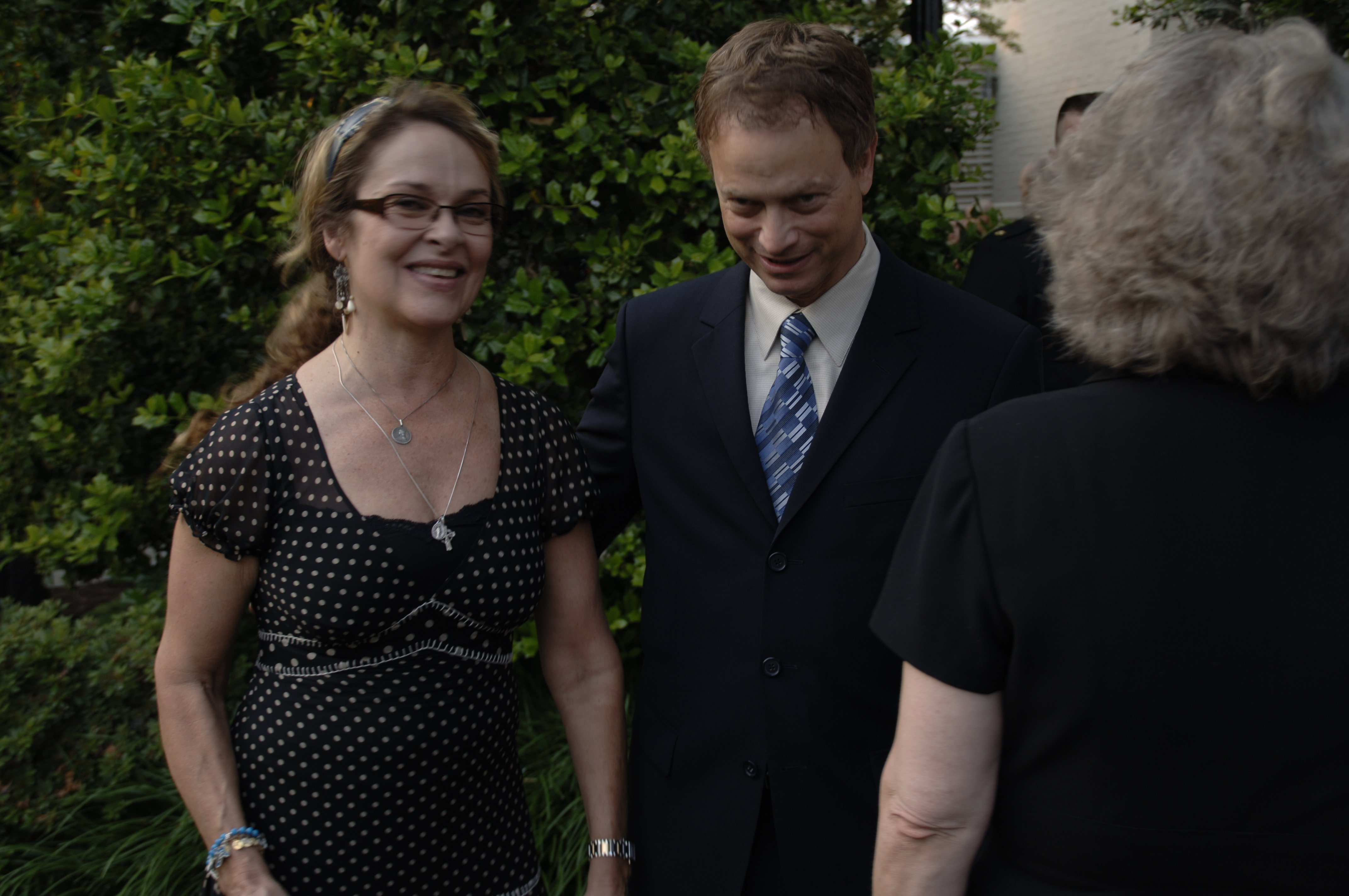
به همراه همسرش
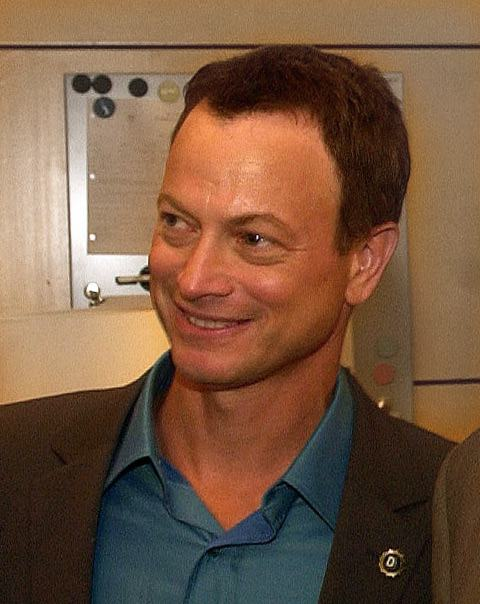
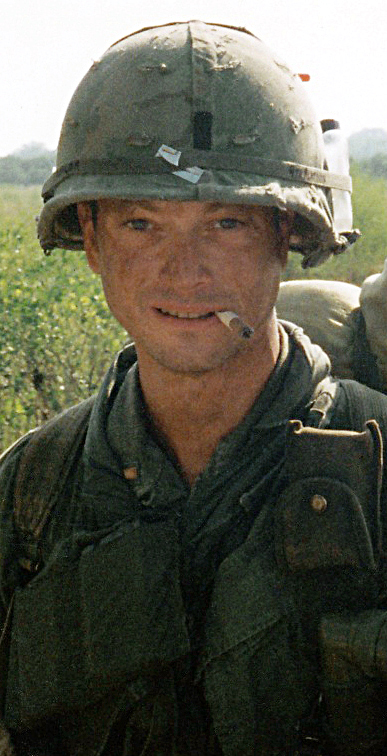

- من هنوز ایمان دارم (فیلم) (۲۰۲۰)
- فریژر (۱۹۹۵)
- جورج والاس (فیلم) (۱۹۹۷)
- راهی به‌سوی جنگ (۲۰۰۲)
- سی‌اس‌آی: میامی (۲۰۰۴–۰۵)
- سی‌اس‌آی: نیویورک (۲۰۰۴–۱۳)
- سی‌اس‌آی (۲۰۱۳)
- ذهن‌های جنایتکار (۲۰۱۵)
- ۱۳ دلیل برای اینکه (۲۰۲۰)

- به همراه همسرش